# Барс (подводная лодка)
«Барс» — подводная лодка российского императорского флота, головной корабль типа «Барс». Построена в 1913-1915 годах, входила в состав Балтийского флота. Участвовала в Первой мировой войне, погибла в мае 1917 года.

## История строительства
«Барс» был заложен 20 июля 1913 года на Балтийском заводе в Санкт-Петербурге как головная лодка нового проекта инженера И. Г. Бубнова. Из-за отсутствия штатных дизелей (2 по 1350 л. с.) были установлены два дизеля по 250 л. с., снятые с канонерских лодок типа «Шквал». Спуск на воду состоялся 2 июня 1915 года. 25 июля 1915 года лодка под командованием В. Ф. Дудкина вступила в строй и вошла в состав 1-го дивизиона Дивизии подводных лодок Балтийского моря.

## История службы

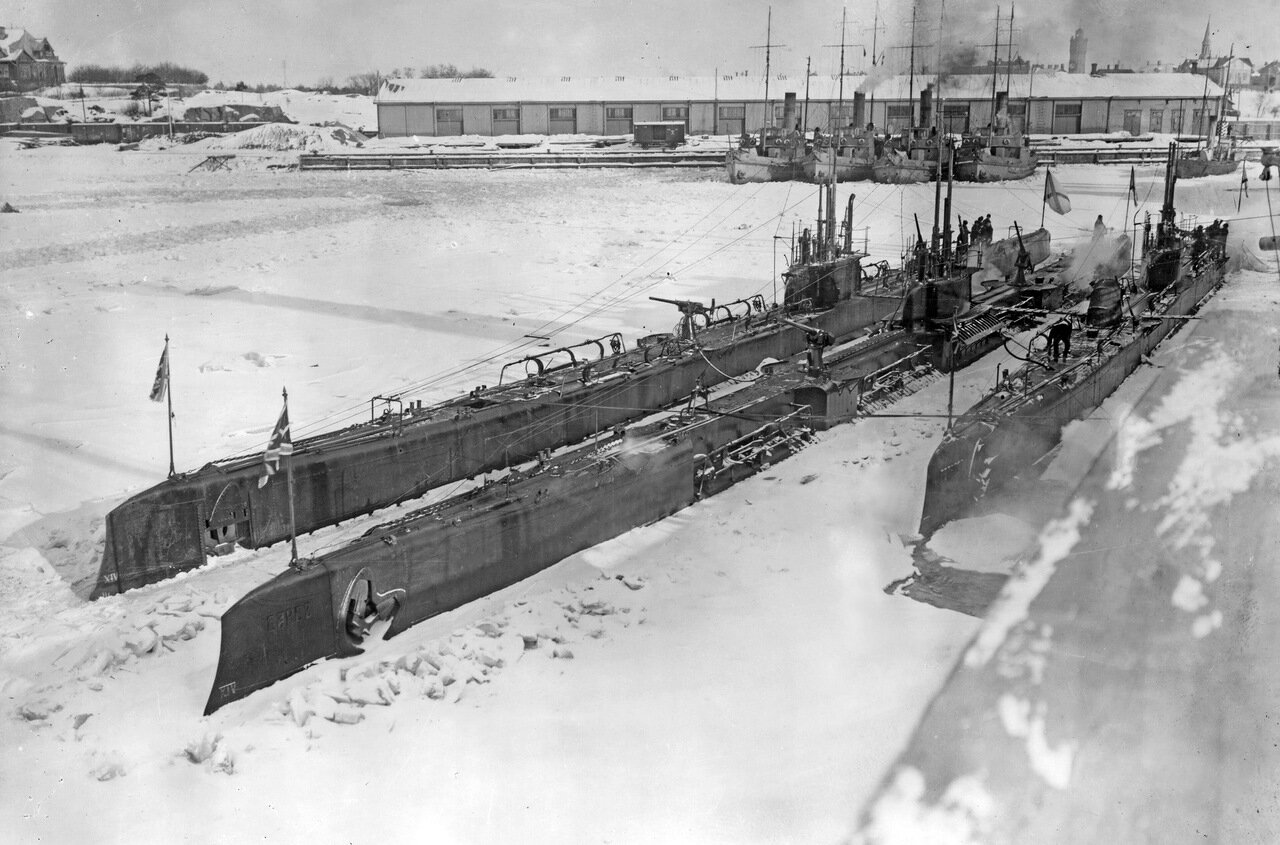
Русские подлодки «Волк» и «Барс»(в центре). 1915—1917 гг.

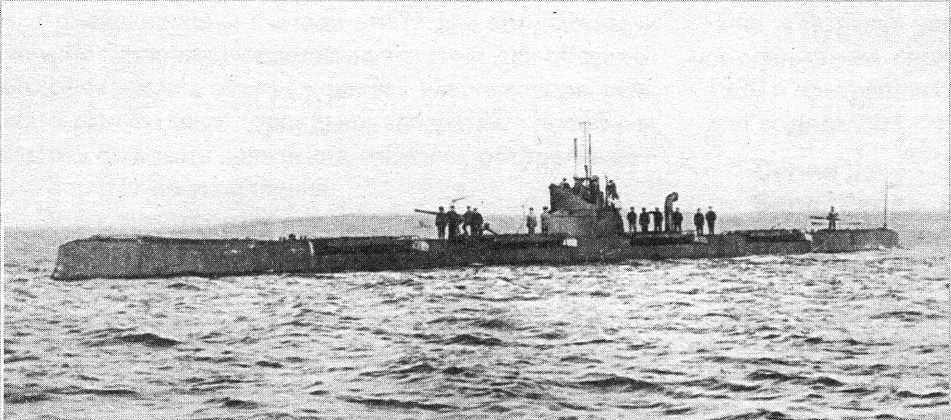
Русская подлодка «Барс». 1916 г.

В 1915 году на «Барсе» испытывалось палубное минное устройство для перевозки и постановки 8 мин. По результатам испытаний устройство в серию не пошло. В конце 1915 года командиром лодки стал Н. Н. Ильинский.
Принимала участие в Первой мировой войне, выходила в море на дозорную службу, действовала на коммуникациях противника, прикрывала минные постановки, неоднократно останавливала для досмотра торговые транспорты, несколько раз атаковала торпедами суда и корабли противника, сама подвергалась атакам. В феврале 1917 года экипаж «Барса» активно участвовал в Февральской революции.
Всего совершила 14 боевых походов, в пятнадцатый поход вышла 6 мая 1917 года, после чего из похода не вернулась, точные время и причина гибели неизвестны. Предположительно, обнаружена в 1993 году в Балтийском море, в районе острова Готска-Сандён на глубине 127 метров шведским минным тральщиком «Ландсорт».